# Азербайджанська література
Азербайджанська література (азерб. Azərbaycan ədəbiyyatı) — сукупність письмових творів азербайджанською мовою, яка є державною мовою Азербайджану і широко поширена на північному заході Ірану, а також у Грузії, Туреччині та Росії.

## Поява літератури азербайджанською мовою
Азербайджанська мова належить до огузької підгрупи тюркських мов. Ця мова з'явилася в регіоні в XI—XII століттях з приходом тюркомовних племен із Середньої Азії і поступово розвинулася до її нинішньої форми. Літературна азербайджанська мова почала складатися з XI століття, однак письмова азербайджанська література виникла в XIV—XV століттях.
Письмовим епічним пам'ятником огузьких племен, які пізніше увійшли до складу азербайджанського народу, є героїчний епос Деде Коркуд, який виник у Середній Азії, але остаточно сформувався на території Азербайджану, де огузи жили більш компактно. Загальноприйнятий текст епосу, що складався з IX століття, був складений тільки в XV столітті.
C монгольським нашестям XIII століття посилюється процес тюркізації Азербайджану, що почався ще в попередній період; до кінця XV століття він привів до появи азербайджанської народності зі своєю власною мовою тюркської групи. Письмова, класична азербайджанська література почалася після монгольської навали і стала розвиватися в XVI столітті після того, як Сефевідська династія встановила своє домінування в Ірані. Азербайджанська література розвивалася під сильним впливом перської літератури, і автори, які писали азербайджансько-тюркською мовою, були як правило двомовні.
Історія азербайджанської літератури починається з XIII століття. Письмова азербайджанська література виникла в XIV—XV століттях. Енциклопедія «Іраніка» першими азербайджанськими поетами називає Іззеддіна Гасаноглу (XIII—XIV ст.) і Насімі (XIV—XV ст.). Серед перших азербайджанських поетів, поряд з Гасаноглу і Насімі, вказується також правитель держави Джалаїрідів Ахмед Джалаїрі.